# ジェイムソン・タイヨン
- ジェイムソン・タイオン
- ジェイムソン・タイロン

ジェイムソン・リー・タイヨン（Jameson Lee Taillon, 英語発音：/ˈʤeɪmsən ˈtaɪoʊn/；1991年11月18日 - ）は、アメリカ合衆国フロリダ州ウィンターヘブン出身のプロ野球選手（投手）。右投右打。愛称はジャモ（Jamo）。MLBのシカゴ・カブス所属。
姓は英語発音ではタイオウン(TIE-own)となっている。

## 経歴

### プロ入り前
テキサス州のザ・ウッドランズ高等学校時代の2009年にはベネズエラで開催されたパン・アメリカンU-18大会に野球アメリカ合衆国代表として出場し、決勝のキューバ戦で7.2回を16三振、無失点に抑えて金メダル獲得に大きく貢献した。2010年3月23日には19奪三振ノーヒットノーランを達成。ジョシュ・ベケット以降では最高の高校生投手との評価を受け、スティーブン・ストラスバーグとも比較された。

### プロ入りとパイレーツ時代
2010年のMLBドラフトでピッツバーグ・パイレーツから全体2位で指名を受ける。カナダ国籍を持つ選手としては2002年のアダム・ローウェン（全体4位）を上回る史上最高位での指名となった。入団交渉が不成立になった場合はライス大学への進学が内定していたが、同年8月16日に契約金650万ドルでパイレーツに入団した。
2011年にA級ウェストバージニア・パワーでプロデビュー。投球制限を課され、慎重に育成された。
2012年はA+級ブレイデントン・マローダーズでプレー。同年の2012年のMLBオールスターゲーム#フューチャーズゲームにアメリカ合衆国選抜の一員として出場した。シーズン終盤にはAA級アルトゥーナ・カーブに昇格した。
2013年はシーズン開幕前の1月17日に第3回ワールド・ベースボール・クラシック（WBC）本戦のカナダ代表に選出された。

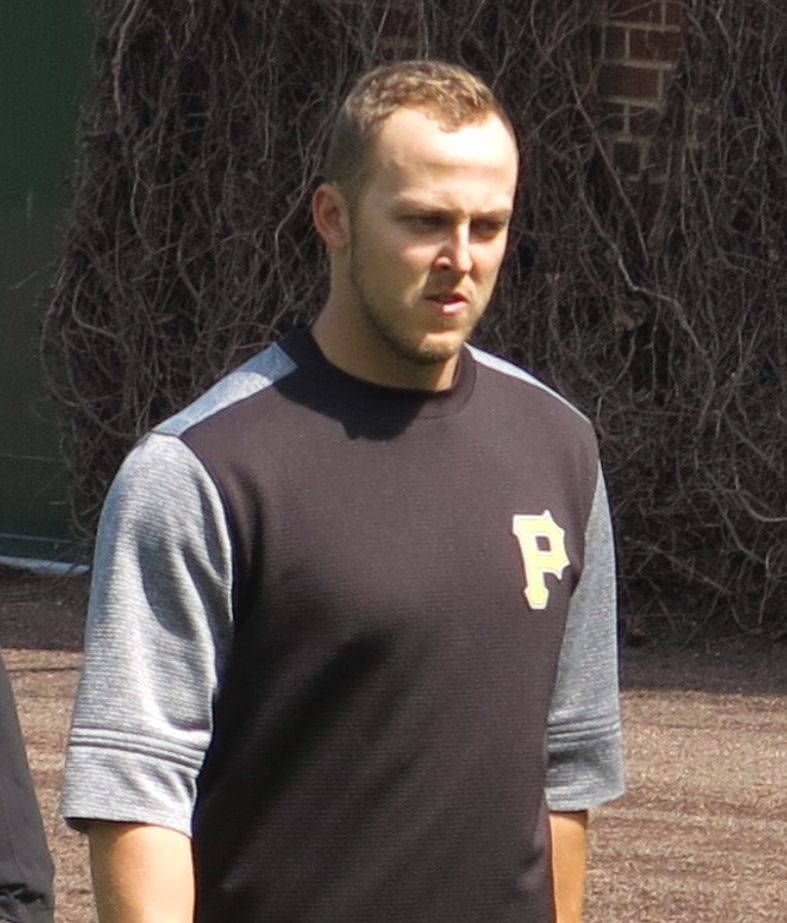
ピッツバーグ・パイレーツ時代
（2017年4月15日）

シーズンではAA級アルトゥーナで開幕を迎え、8月にAAA級インディアナポリス・インディアンズへ昇格した。AAA級インディアナポリスでは6試合に登板し1勝3敗、防御率3.89だった。
2014年4月に肘関節の内側側副靭帯を修復するためトミー・ジョン手術を受け、2014年のシーズンを棒に振ることになった。オフの11月20日にルール・ファイブ・ドラフトでの流出を防ぐために40人枠入りした。
2015年も引き続き、MLB、MiLBともに登板しなかった。
2016年に復帰し、開幕をAAA級インディアナポリスで迎えた。6月8日にMLB初昇格を果たし、同日のニューヨーク・メッツ戦で先発してメジャーデビュー（6回3失点で勝敗付かず）。この年は18試合に先発登板し、防御率3.38、5勝4敗、WHIP1.12と、ルーキーながら好成績を残した。また、MiLBのAAA級インディアナポリスでは、10試合の先発登板で4勝2敗、防御率2.04、WHIP0.81、与四球率0.9、奪三振率8.9という見事な成績を記録した。
2017年5月6日に脚の付け根の違和感を訴えて故障者リストに登録され、同月8日に精巣がんの疑いで手術を受けた。この年は25試合に先発登板して8勝7敗、防御率4.44、125奪三振を記録した。
2018年は32試合に先発登板して14勝10敗、防御率3.20、179奪三振を記録した。
2019年は自身初めて開幕投手を務めた。しかし、8月に自身2度目となるトミー・ジョン手術を受けることを発表し、残りシーズン全休が決定的となった。
2020年は前年の手術の影響もあり、全休した。

### ヤンキース時代
2021年1月24日にミゲル・ヤフーレ、ロアンシー・コントレラス、キャナン・スミス＝エンジグバ、マイコル・エスコットとのトレードで、ニューヨーク・ヤンキースへ移籍した。シーズンでは開幕をMLBで迎えた。5月1日のデトロイト・タイガース戦で2年前の2019年5月1日のテキサス・レンジャーズ戦以来2年ぶりに勝利投手となった。
2022年オフの11月6日にFAとなった。

### カブス時代
2022年12月7日にシカゴ・カブスと4年総額6800ドルの契約を結んだ。
2023年は6月24日と25日に開催されたライバルのカージナルスとのロンドンでの公式戦「ロンドンシリーズ」にカブスの一員として帯同した。7月7日ののヤンキースタジアムでの古巣ヤンキース戦に登板し勝利したが、これはカブスにとっては初となるヤンキースタジアムでの勝利だった。

## 選手としての特徴
94.4mph（約151.9km/h）の速球を軸とする本格派右腕である。最速では98.4mph（約158.4km/h）を計測した。元々はツーシーム主体だったが、2018年以降はフォーシーム主体となった。2021年からカットボールを加えており、以降の投球割合はフォーシーム、カットボール、ツーシームの順に多い。変化球で最も評価が高いのはカーブで、スライダーも平均以上とされる。チェンジアップはまだ改善の余地を残す。

## 人物
アメリカ合衆国とカナダの二重国籍を保持している。両親は共にカナダ連邦オンタリオ州の出身で、トロント大学の卒業生である。

## 詳細情報

### 年度別投球成績
| 年 度    | 球 団    | 登 板 | 先 発 | 完 投 | 完 封 | 無 四 球 | 勝 利 | 敗 戦 | セ 丨 ブ | ホ 丨 ル ド | 勝 率 | 打 者 | 投 球 回 | 被 安 打 | 被 本 塁 打 | 与 四 球 | 敬 遠 | 与 死 球 | 奪 三 振 | 暴 投 | ボ 丨 ク | 失 点 | 自 責 点 | 防 御 率 | W H I P |
| -------- | -------- | ----- | ----- | ----- | ----- | -------- | ----- | ----- | -------- | ----------- | ----- | ----- | -------- | -------- | ----------- | -------- | ----- | -------- | -------- | ----- | -------- | ----- | -------- | -------- | ------- |
| 2016     | PIT      | 18    | 18    | 0     | 0     | 0        | 5     | 4     | 0        | 0           | .556  | 418   | 104.0    | 99       | 13          | 17       | 1     | 3        | 85       | 1     | 2        | 40    | 39       | 3.38     | 1.12    |
| 2017     | PIT      | 25    | 25    | 0     | 0     | 0        | 8     | 7     | 0        | 0           | .533  | 587   | 133.2    | 152      | 11          | 46       | 3     | 4        | 125      | 7     | 0        | 69    | 66       | 4.44     | 1.48    |
| 2018     | PIT      | 32    | 32    | 2     | 1     | 0        | 14    | 10    | 0        | 0           | .583  | 785   | 191.0    | 179      | 20          | 46       | 4     | 6        | 179      | 2     | 0        | 69    | 68       | 3.20     | 1.18    |
| 2019     | PIT      | 7     | 7     | 1     | 0     | 0        | 2     | 3     | 0        | 0           | .400  | 158   | 37.1     | 34       | 4           | 8        | 1     | 2        | 30       | 1     | 0        | 24    | 17       | 4.10     | 1.13    |
| 2021     | NYY      | 29    | 29    | 0     | 0     | 0        | 8     | 6     | 0        | 0           | .571  | 603   | 144.1    | 130      | 24          | 44       | 1     | 6        | 140      | 4     | 0        | 73    | 69       | 4.30     | 1.21    |
| 2022     | NYY      | 32    | 32    | 0     | 0     | 0        | 14    | 5     | 0        | 0           | .737  | 728   | 177.1    | 168      | 26          | 32       | 0     | 5        | 151      | 3     | 0        | 78    | 77       | 3.91     | 1.13    |
| 2023     | CHC      | 30    | 29    | 0     | 0     | 0        | 8     | 10    | 1        | 0           | .444  | 655   | 154.1    | 156      | 27          | 41       | 0     | 5        | 140      | 2     | 0        | 96    | 83       | 4.84     | 1.28    |
| 2024     | CHC      | 28    | 28    | 0     | 0     | 0        | 12    | 8     | 0        | 0           | .600  | 675   | 165.1    | 154      | 21          | 33       | 0     | 1        | 125      | 4     | 2        | 67    | 60       | 3.27     | 1.13    |
| MLB：8年 | MLB：8年 | 201   | 200   | 3     | 1     | 0        | 71    | 53    | 1        | 0           | .573  | 4609  | 1107.1   | 1072     | 146         | 267      | 10    | 32       | 975      | 24    | 4        | 516   | 479      | 3.89     | 1.21    |

- 2024年度シーズン終了時
- 各年度の太字はリーグ最高

### 年度別守備成績
| 年 度 | 球 団 | 投手（P） | 投手（P） | 投手（P） | 投手（P） | 投手（P） | 投手（P） |
| 年 度 | 球 団 | 試 合     | 刺 殺     | 補 殺     | 失 策     | 併 殺     | 守 備 率  |
| ----- | ----- | --------- | --------- | --------- | --------- | --------- | --------- |
| 2016  | PIT   | 18        | 5         | 14        | 2         | 1         | .905      |
| 2017  | PIT   | 25        | 7         | 17        | 0         | 0         | 1.000     |
| 2018  | PIT   | 32        | 9         | 23        | 0         | 2         | 1.000     |
| 2019  | PIT   | 7         | 1         | 2         | 0         | 0         | 1.000     |
| 2021  | NYY   | 29        | 5         | 9         | 0         | 0         | 1.000     |
| 2022  | NYY   | 32        | 8         | 18        | 1         | 2         | .963      |
| 2023  | CHC   | 30        | 7         | 9         | 0         | 1         | 1.000     |
| 2024  | CHC   | 28        | 14        | 11        | 1         | 0         | .962      |
| MLB   | MLB   | 201       | 56        | 103       | 4         | 6         | .975      |

- 2024年度シーズン終了時
- 各年度の太字はリーグ最高

### 表彰
- ピッチャー・オブ・ザ・マンス：1回（2021年7月）

### 記録
MiLB
- オールスター・フューチャーズゲーム選出：1回（2012年）

### 背番号
- 50（2016年 - ）

### 代表歴
アメリカ合衆国代表
- 2009年パン・アメリカンU-18大会アメリカ合衆国代表

カナダ代表
- 2013 ワールド・ベースボール・クラシック・カナダ代表